# Выдропужск
Выдропу́жск — село в Спировском районе Тверской области, административный центр Выдропужского сельского поселения.

## География
Село расположено на реке Тверце. Через село проходит трасса М10 (Е105) Москва — Санкт-Петербург. Через село протекает река Тверца. Интересно, что в пределах села через неё перекинуто сразу три моста: на высоких сваях мост автомагистрали М10, и — слева и справа от неё — два невысоких автомобильных моста.

## История
Село возникло как ямское село на Новгородском тракте между Москвой и Великим Новгородом.
Согласно энциклопедическому словарю Брокгауза и Ефрона:

село Тверской губернии, Новоторжского уезда, на Петербурго-Московском шоссе, при реке Тверце, от города Торжка в 35 верстах. Существует с XVI века, прежде называлось Выдробожском.

Точной научной этимологии названия села нет, но бытует несколько исторических анекдотов, объясняющих его происхождение.
По одному из них, Выдропужск ранее назывался Выдропусском — отсюда версия, что так назвали место, где свободно водились выдры.
По другой топонимической легенде Выдропужск был назван по словам, сказанным Екатериной Великой, которая увидела пьяного ямщика: «Выдрать пуще».
Сигизмунд фон Герберштейн в «Записках о Московии» упоминает «довольно большой городок Выдропужск (Wedrapusta)», через который проезжал в 1517 году.
«Wedrapusta» также обозначен на карте «Южная часть России, в просторечии — Московии» 1645 года за авторством Исаака Массы, опубликованной в «Космографии Блау».
Село Выдропужск на границе Княжества Новгородского и Новоторжского округа, принадлежавшее Иверскому монастырю, упоминает Патрик Гордон в своём дневнике за 1686 год.
По данным 1859 года казённое село Выдропужскъ Новоторжского уезда при реке Тверце, 35 вёрст от уездного города Торжка, 255 дворов, 1395 жителей. Одна православная церковь, одна часовня, 2 ярмарки, сельское училище, почтовая станция, еженедельные базары.

## Население
| 1859 | 1989 | 2002 | 2010 |
| ---- | ---- | ---- | ---- |
| 1395 | ↘460 | ↗508 | ↘505 |

## Достопримечательности
В селе расположена церковь Смоленской (Выдропусской) иконы Божией матери. Также остались руины путевого дворца.